# Marcel Leboutte
Pour les articles homonymes, voir Leboutte.
Marcel Leboutte (né le 10 mai 1880 à Spa dans la province de Liège et mort le 6 décembre 1976 à La Gleize) est un footballeur, pharmacien et radiologue belge.

## Biographie
Né à Spa le 10 ou le 11 mai 1880, son père est Jean Henri Leboutte (28 mai 1851 - 14 septembre 1921), pharmacien, président de la Société Spa-Attraction, membre de la Commission des Sites et trésorier du Conseil de Fabrique de l'Église de Spa et sa mère se nomme Edith Victoire Lambertine Gérardine Lezaack (18 août 1853 - 9 février 1935).
Leboutte est le tout premier président du FC Spa en 1899 et deviendra peu de temps après, en 1902, un des membres fondateurs du Comité Provincial et en deviendra le vice-président en 1914 après que le club ait reçu un nouveau matricule.
Outre le football, il est, comme son père, pharmacien mais aussi radiologue. Il est célibataire lorsqu'il meurt accidentellement, comme son père, le 6 décembre 1976 à La Gleize.

### Jeux olympiques
Marcel Leboutte est gardien lors des Jeux olympiques de 1900 à Paris. Pour ces Jeux, avec la Fédération Athlétique Universitaire Belge (FAUB) représentant l'équipe de Belgique de football, il remporte une médaille de bronze, après une défaite face à l'équipe française le 23 septembre 1900.
Il participe aux Jeux représentant l'Université de Bruxelles, dont la fédération sportive est représentée par la FAUB. Il est également affilié au FC Spa.

## Palmarès
Belgique olympique
- Jeux olympiques :
  -  Bronze : Paris 1900.